# هاینکل هادی ۲۴
هاینکل اچ‌دی. ۲۴ (به انگلیسی: Heinkel_HD_24) یک هواگرد ملخ‌پیشین تک‌موتوره از نوع آموزشی دریایی ساخت شرکت هاینکل، Svenska Aero است. هواگرد هاینکل اچ‌دی. ۲۴ نخستین پروازش را در ۱۹۲۶ میلادی انجام داد. در مجموع، تعداد ۳۵ فروند از این هواگرد ساخته شده‌است.